# گجینی (فیلم ۲۰۰۸)
گجینی فیلمی در ژانر اکشن و دلهره آور محصول کشور هند که در سال ۲۰۰۸ ساخته شد و پرفروش‌ترین فیلم این سال بود. در این فیلم بازیگرانی همچون عامر خان، آسین، جیا خان، تینو آناند، پرادیپ راوت، سونیل گروور ایفای نقش کرده‌اند. عامر خان برای بازی در این فیلم یک سال مداوم روی بدن خود کار کرد و هیکلی عضلانی ساخت. این فیلم از اثر کریستوفر نولان فیلم یادگاری (به انگلیسی: Memento) فیلمی نئو نوآر و روانشناسانه به کارگردانی کریستوفر نولان و محصول سال ۲۰۰۰ اقتباس شده است. نولان فیلم‌نامه را بر پایهٔ داستان کوتاهی از برادرش، جاناتان نوشته‌است. گای پیرس، کری-ان ماس و جو پانتولیانو در این فیلم بازی کرده‌اند. ممنتو شامل سکانس‌های سیاه و سفید می‌باشد که روایت آن‌ها خطی است و سکانس‌های رنگی که وقایع به صورت برعکس (از آخر به اول) در آن‌ها روایت می‌شود. در آخر داستان این دو نوع روایت‌ها به هم پیوند می‌خورد.

## داستان
فردی با ظاهر عجیب و یک خط عمیق بر روی سرش (عامر خان) در خیابان‌های شهر مرتکب قتل می‌شود، یک پلیس او را تعقیب می‌کند اما پس از درگیری با مرد عجیب در خانه او گرفتار می‌شود.
دختری به نام سونیتا (جیا خان) که دانشجوی پزشکی است به پرونده پزشکی این مرد علاقه‌مند می‌شود با او دوست می‌شود و می‌فهمد او هر ۱۵ دقیقه یک بار همه چیز را فراموش می‌کند و برای همین از افراد عکس می‌گیرد تا آن‌ها را به خاطر بسپارد.
سونیتا با تعقیب مرد وارد خانه او می‌شود و پلیسی را که زندانی شده نجات می‌دهد. سپس آن مرد سر می‌رسد و آن‌ها را تعقیب می‌کند مرد پلیس در تصادف کشته می‌شود و سونیتا فرار می‌کند. سونیتا عکس یک نفر را که قرار است کشته شود می‌بیند و به ملاقات فردی به نام گجینی می‌رود و به او هشدار می‌دهد که یک قاتل می‌خواهد او را بکشد.
مرد قاتل که متوجه ماجرا می‌شود به خوابگاه دختران می‌رود تا سونیتا را بکشد اما پلیس او را دستگیر می‌کند. سونیتا دفترچه خاطرات او را پیدا می‌کند و با خواندن آن متوجه می‌شود این مرد عجیب سانجی سینگانیا فردی ثروتمند است و مالک بزرگترین شبکه موبایلی هند است. دختری به نام کالپانا شتی (آسین) که مدل تبلیغاتی است ادعا می‌کند دوست سانجی سینگانیا است. سانجی برای دیدن او می‌رود تا بفهمد چرا چنین ادعایی کرده‌است ولی واقعاً عاشق کلپانا می‌شود او بدون این که بگوید واقعاً کیست با او دوست می‌شود.
سانجی سینگانیا برای یک سفر تجاری به لندن می‌رود در همین حال کلپانا که برای ضبط یک آگهی با قطار عازم گوا است متوجه قاچاق تعدادی دختر نوجوان می‌شود او موفق می‌شود آن‌ها را از دست خلافکاران نجات دهد اما سرکرده خلافکاران که گجینی نام دارد برای انتقام به خانه کلپانا می‌رود در همان لحظه سانجی هم سر می‌رسد، گجینی کلپانا را می‌کشد و ضربه‌ای به سر سانجی می‌زند که موجب می‌شود حافظه او مشکل پیدا کند. او تنها یک نام را به خاطر می‌سپارد که گجینی است و از آن پس سانجی یک هدف پیدا می‌کند و آن کشتن گجینی است.
پس از آزادی سانجی از زندان گجینی و افرادش تمام نشانه‌ها و علامت‌ها را از بدن سانجی و خانه او پاک می‌کنند تا او حافظه نداشته باشد. اما سونیتا که حالا متوجه گذشته شده‌است به دیدار سانجی می‌رود و به او قول می‌دهد تا حافظه او شود آن‌ها به کمک هم موفق به کشتن گجینی و گرفتن انتقام می‌شوند.

## جوایز فیلم فیر
- برنده بهترین بازیگر تازه‌وارد
- برنده بهترین اکشن
- کاندید بهترین بازیگر مرد
- کاندید بهترین بازیگر زن
- کاندید بهترین کارگردانی
- کاندید بهترین موسیقی
- کاندید بهترین شعر
- کاندید بهترین فیلمبرداری
- کاندید بهترین صدا برداری